# Basteh Deym
Basteh Deym (persiska: بسته دیم) är en ort i Iran.   Den ligger i provinsen Gilan, i den norra delen av landet, 240 km nordväst om huvudstaden Teheran. Antalet invånare är 397.
Terrängen runt Basteh Deym är mycket platt, och sluttar norrut. Runt Basteh Deym är det tätbefolkat, med 659 invånare per kvadratkilometer. Närmaste större samhälle är Rasht, 17,4 km sydväst om Basteh Deym. Trakten runt Basteh Deym består till största delen av jordbruksmark.